# Guarigione miracolosa del calzolaio Aniano
La Guarigione miracolosa del calzolaio Aniano è un dipinto a tempera su tavola di pioppo (172x135 cm) di Cima da Conegliano databile 1498 e conservato presso il Gemäldegalerie, Staatliche Museen di Berlino.
Per il commercio con il Vicino Oriente, Venezia era spesso il punto di partenza per i crociati. Molte colonie mercantili provenienti dall'Egitto e dalla Turchia sono state anche stabilì a Venezia, così gli artisti veneziani conoscevano gli abiti di tutte queste terre. 
Questo può essere visto nella guarigione di Aniano, un pannello insolitamente forte di Cima da Conegliano, poi ampliato in alto e in basso.
Senza data, questo grande lavoro è stato uno dei quattro per la cappella dei tessitori di seta lucchesi, che si trovava nella chiesa di Santa Maria dei Crociferi a Venezia.